# Casa da Índia
La Casa da Índia (lett. "Casa d'India") era l'organizzazione portoghese che gestiva i territori d'oltremare durante il periodo di massimo splendore dell'Impero portoghese nel XVI secolo. Fungeva a un tempo da autorità centrale per la gestione del commercio estero, centro spedizioniere e camera di compensazione. Economicamente parlando, funzionava come una fattoria (pt. feitoria) ed era l'istituzione economica più importante del Regno del Portogallo. Si trovava nel Palazzo della Ribeira nel Terreiro do Paço (odierna Praça do Comércio) a Lisbona, contiguo all'Arsenale reale, c.d. Armazéns da Índia, con il quale operava in stretto coordinamento.
La Casa da Índia non dev'essere confusa con l'Estado da Índia, il governo coloniale d'oltremare che era un'entità completamente diversa e indipendente a riporto diretto della Corona. La Casa da Índia era una società commerciale e operava come qualsiasi altra società commerciale. Non era un'istituzione politica, giuridica o militare ma semplicemente una società commerciale di proprietà della Corona.

## Storia

### Origini
Le origini della Casa da Índia risalgono agli inizi dell'esplorazione portoghese della costa africana ed alla conseguente necessità per il Regno del Portogallo di gestire le opportunità commerciali che ne derivavano.
Già nel 1434 una Casa de Ceuta fu fondata a Lisbona dopo la conquista portoghese di Ceuta (1415), fondamentale snodo commerciale nella rotta transahariana, ma non ebbe molto successo perché i mercanti musulmani dirottarono le rotte commerciali dall'ormai persa Ceuta verso altri siti. Intorno al 1443, a Lagos, in Algarve, la Casa de Arguim e la Casa da Guiné furono istituite per amministrare il monopolio del principe Enrico il Navigatore sul commercio africano: si trattava d'una serie di capannoni, magazzini e uffici doganali, dedicati all'allestimento di navi, al noleggio di capitani e equipaggi, alla distribuzione di licenze commerciali, al ricevimento delle merci ed alla riscossione di quote e dazi. Dopo la morte del Navigatore (1460), entrambe le case furono trasferite da re Alfonso V del Portogallo a Lisbona.
All'incoronazione di Giovanni II del Portogallo (1481), l'interesse della Corona per il commercio africano si ravvivò. Nel 1482, dopo aver eretto la fortezza di São Jorge da Mina per accedere alle miniere d'oro ed ai mercati di Akan, Giovanni revisionò le vecchie casas e organizzò il sistema in due nuove istituzioni a Lisbona: la casa commerciale reale, Casa da Mina e Tratos de Guiné, per la cura degli aspetti commerciali (merci, licenze, diritti) e l'arsenale navale reale, l'Armazém da Guiné, per la cura della nautica (costruzione di navi, forniture nautiche, assunzione di equipaggi, ecc.). Nel 1486, dopo l'apertura della rotta con il Benin, Giovanni II istituì la Casa de Escravos, come un distinto dipartimento di commercio di schiavi della Casa da Mina.

### L'Età dell'Oro
Con la scoperta di una rotta marittima per l'India da parte di Vasco da Gama nel 1497-99, il commercio delle spezie divenne una nuova e importante attività della casa commerciale reale e la vecchia istituzione fu ribattezzata Casa da Índia e da Guiné (il primo riferimento scritto a una Casa da Índia è una lettera reale del 1501). Re Manuele I del Portogallo fu il patrono della nuova Casa da Índia e supervisionò un periodo espansionistico di successo dell'Impero portoghese in Asia, Africa e nelle Americhe. Dal 1511, gli uffici della Casa si trovavano al piano terra del Palazzo della Ribeira nel Terreiro do Paço (odierna Praça do Comércio) a Lisbona, contiguo all'Arsenale reale, c.d. Armazéns da Índia.
Le armate indiane portoghesi (Armadas da Índia) erano le flotte di navi, organizzate dalla Casa da Índia in nome della Corona portoghese, e inviate annualmente dal Portogallo all'India, principalmente a Goa Velha. Queste armate procedevano lungo la Carreira da Índia ("Rotta/Corsa per l'India"), passante per il Capo di Buona Speranza, aperta per la prima volta da Vasco da Gama nel 1497–1499, oggi nota come "Rotta del Capo". Per circa trent'anni, dal 1503 al 1535, i portoghesi interruppero il commercio delle spezie veneziane nel Mediterraneo. Nel 1510, il trono portoghese intascava un milione di cruzados all'anno dal solo commercio delle spezie e fu questo che portò Francesco I di Francia a soprannominare il re Manuele I del Portogallo "le roi épicier", cioè "il re droghiere".
Il reddito ha iniziato a diminuire a metà del secolo a causa dei costi per mantenere una presenza in Marocco e dei rifiuti domestici. Inoltre, il Portogallo non ha sviluppato una sostanziale infrastruttura interna per supportare questa attività, ma ha fatto affidamento sugli stranieri per molti servizi a sostegno delle loro imprese commerciali, e quindi gran parte del reddito è stato consumato in questo modo. Nel 1549 il centro commerciale portoghese ad Anversa fallì e fu chiuso. Man mano che la corona divenne più estesa negli anni Cinquanta del Cinquecento, fece sempre più affidamento su finanziamenti esterni. Intorno al 1560 il reddito della Casa da Índia non era in grado di coprire le sue spese. La monarchia portoghese era diventata, secondo Garrett Mattingly, la proprietaria di "un'attività di vendita di generi alimentari all'ingrosso in bancarotta".

### Declino
Le entrate della Casa da Índia iniziarono a diminuire a metà del secolo a causa dei costi di mantenimento della presenza in Marocco e dei rifiuti domestici. Inoltre, il Portogallo non sviluppò un'infrastruttura domestica per supportare quest'attività, facendo affidamento su troppi stranieri per servizi a supporto con conseguente consumo di molto reddito. Nel 1549, la feitoria di Anversa fallì e fu chiusa. Man mano che l'impero commerciale cresceva, cresceva anche l'interdipendenza tra la Corona ed il reddito d'oltremare. Verso il 1560, le entrate della Casa da Índia non furono in grado di coprirne le spese. La monarchia portoghese era diventata, con scrisse Garrett Mattingly, il proprietario di "un'azienda di alimentari all'ingrosso in bancarotta".
Nel 1709, fu alla sede della Casa da Índia che il sacerdote gesuita padre Bartolomeu de Gusmão dimostrò i principi della mongolfiera, facendo levitare una palla negli uffici della compagnia salvo poi fuggire in Spagna per paura d'essere accusato di stregoneria dall'Inquisizione
La Casa da Índia fu distrutta nel Terremoto di Lisbona del 1755.
L'atto finale della Casa da Índia iniziò nel 1822, durante il regno del re Giovanni VI del Portogallo, quando gran parte delle sue responsabilità furono trasferite a diversi ministeri del governo portoghese. Nel 1833, la Casa da Índia fu definitivamente sciolta da re Michele I del Portogallo e le sue funzioni assorbite dall'Agenzia delle dogane di Lisbona (pt. Alfândega de Lisboa).

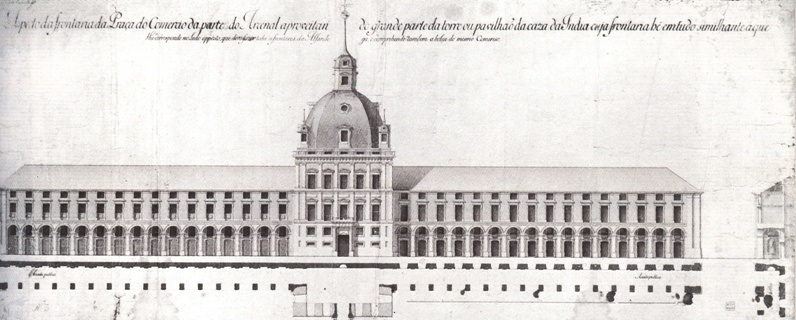
La sede proposta per la Casa da Índia dopo il terremoto del 1755.

## Organizzazione
Sebbene inizialmente consolidata in una sola unità (circa 1500), la Casa da Índia e da Guiné fu successivamente separata (c. 1506) in due unità distinte, Casa da Índia e Casa da Mina e da Guiné. Tuttavia, entrambe le case erano supervisionate dagli stessi ufficiali ai livelli più alti, quindi era usuale riferirsi ad entrambe come "Casa da Índia".
Le Casas erano supervisionati dallo stesso direttore e dagli stessi tre tesorieri (pt. tesoreiros): uno per la ricezione delle merci, uno per la vendita di beni e un terzo per gestire tutto il resto. C'erano cinque segretari incaricati dell'amministrazione (tre per l'India, due per Mina e la Guinea) e un fattore principale (pt. feitor) responsabile degli orari e della corrispondenza con tutte le feitorias sparse nel mondo. Una delle persone più famose a ricoprire questo incarico fu il cronista João de Barros che fu nominato feitor nel 1532.
La Casa era incaricata di monitorare il monopolio reale sul commercio asiatico e africano, vale a dire ricevere merci, riscuotere dazi sulle merci in entrata, organizzare le flotte (in particolare l'Armata d'India che partiva per il Subcontinente ogni anno), programmare le spedizioni, ratificare contratti con commercianti privati, ecc. La Casa aveva vari dipartimenti (pt. mesas) focalizzati su aree specifiche: commercio delle spezie, finanze, pianificazione delle navi, manutenzione, formazione, documentazione e questioni legali.

### Arsenale

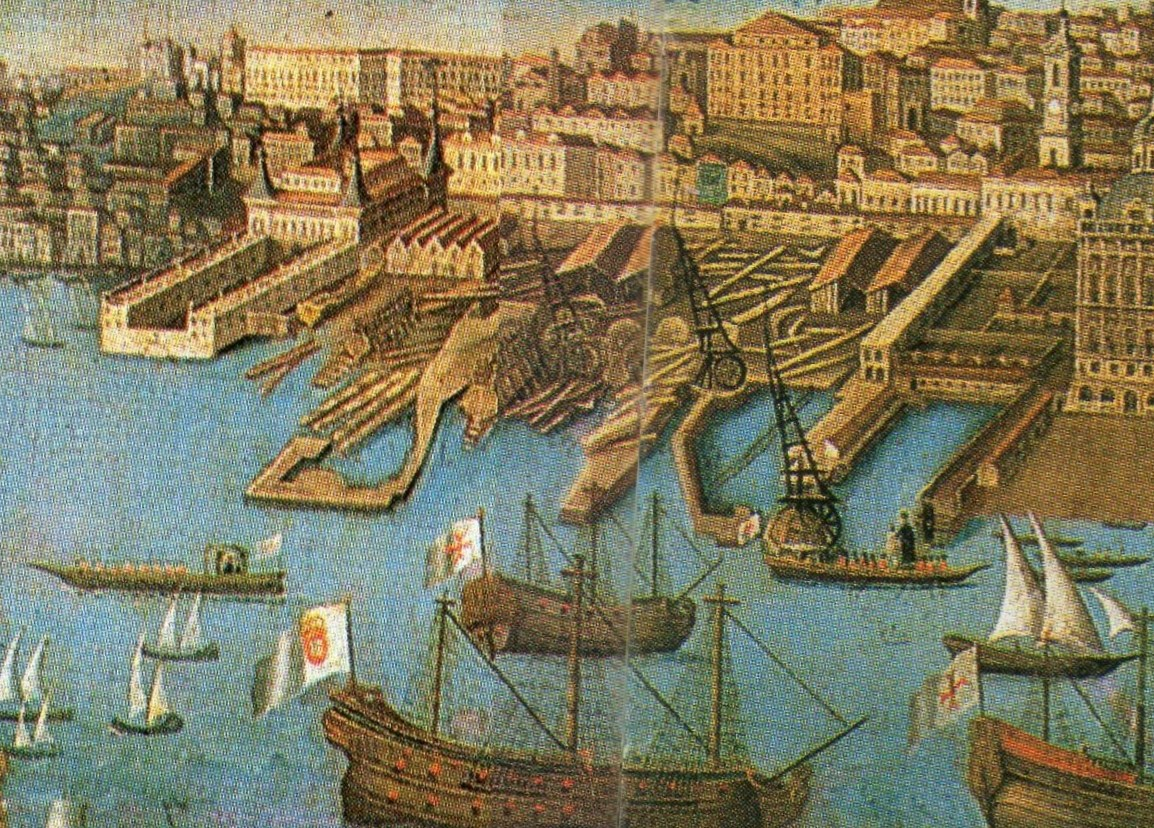
L'Arsenale della Corona - particolare da un'anonima veduta di Lisbona del 1730 - ed. in Bethencourt 1998.

Separatamente dalla Casa operava l'Arsenale della Corona, c.d. Armazém da Guiné e Indias, con responsabilità su tutti gli aspetti nautici: gestione dei cantieri navali di Lisbona, costruzione di navi, assunzione e addestramento degli equipaggi, fornitura delle attrezzature: vele, corde, artiglieria, strumenti nautici e mappe.
Il Piloto-Mor del Armazém, posizione ricoperta tra il 1503 e il 1526 da Pero Anes, Gonçalo Álvares e João de Lisboa, fu probabilmente responsabile dell'addestramento dei piloti e della stesura delle carte di navigazione "ufficiali". Nel 1547, venne creata la posizione specialistica del Cosmografo-mor per il matematico Pedro Nunes che da lì in poi fu incaricato della cartografia.
Il Provedor dos Armazéms era incaricato della selezione e dell'assunzione degli equipaggi. L'Almoxarife o Recebedor dos Armazéms, era il coordinatore doganale, un lavoro altamente redditizio che un tempo era stato ricoperto da Bartolomeo Diaz a metà del 1490.
Sebbene teoricamente separati, Casa e Armazém operavano in coordinamento, si passavano le spese e spesso gli ufficiali, senza soluzione di continuità. Di conseguenza, era comune parlare della Casa da Índia per riferirsi all'intero complesso. Dal 1511, gli uffici della Casa da Índia furono situati al pianterreno del Palazzo della Ribeira, con l'Armazém accanto.

## Funzionamento
Nel 1504, tutte le attività commerciali in Africa e in Asia furono sottoposte alla Casa da Índia garantendone così il controllo da parte della Corona. Sotto la supervisione del Vedor da Fazenda (capo tesoriere reale) tutti i prodotti dovevano essere consegnati alla Casa, tassati e venduti a un prezzo concordato con i proventi pagati ai proprietari.

### Cartografia
La Casa da Índia custodiva una mappa segreta chiamata Padrão Real, da cui erano copiate le mappe in uso alle flotte, non diversamente da quanto avveniva con il Padrón Real del Regno di Spagna.

### Dogana
La Casa da Índia servì come dogana, contabilità centrale per fondi e prodotti in vari uffici d'oltremare, archivio, gestione del magazzino, autorità del personale (marittimo, militare e commerciale), nonché uno dei primi servizi postali al mondo. Fissò i prezzi e verificò acquisti, vendite e pagamenti. Realizzò le flotte, radunò i necessari convogli militari, gestì le navi in entrata e in uscita e stabilì i vari certificati e licenze. Attraverso la Casa da Índia, i funzionari reali furono assegnati all'Estero e furono diffusi decreti e regolamenti reali.

### Monopoli reali
Tra il 1506 e il 1570, la Casa da Índia fece valere il monopolio reale su tutte le importazioni e le vendite di spezie - pepe, chiodi di garofano e cannella - seta e gommalacca, nonché sull'esportazione di oro, argento, rame e corallo e riscosse una tassa del 30% sugli utili di altri articoli. Il monopolio reale sulle esportazioni di rame fece registrare grandi guadagni, poiché il metallo era molto richiesto in India e in Africa occidentale, dove veniva esportato sotto forma di braccialetti chiamati manillas che servivano come una forma di denaro. Dal 1495 al 1521 la corona portoghese acquistò ad Anversa, allora centro del commercio internazionale, circa 5.200 tonnellate di rame, principalmente dai Fugger d'Ungheria, poi spedito principalmente in India.
Nel 1506, circa il 65% del reddito statale portoghese era prodotto da attività all'estero. Il monopolio del commercio rimase redditizio fino al 1570 e rafforzò la capacità azionaria e creditizia del Portogallo. La quota del commercio totale della Corona con l'Asia nel 1506 ammontava a circa il 25% e aumentò costantemente fino al 50% e oltre, senza però mai scalzare del tutto i commercianti privati: il monopolio commerciale fu sempre accompagnato dal libero scambio di altri prodotti come tessuti, armi, carta e pesce salato (es. baccalà).
I monopoli reali venivano anche affittati dalla Casa da Índia ai privati, per un certo periodo. Dopo il 1570, i monopoli furono aboliti, fatta eccezione per l'acquisto di spezie e il commercio di rame e argento.

### Esplicative
1. ↑  Dato il suo alto valore nel mercato africano, il rame era chiamato "oro rosso". Veniva esportato dai lusitani sotto forma di manilla, oggetti simili a bracciali che servivano come denaro o baratto presso alcuni popoli dell'Africa occidentale lungo le coste del Golfo di Guinea. Dai documenti contemporanei, sappiamo che i primi esemplari di manilla furono realizzati ad Antwerp. Tra il 1504 ed il 1507, il Portogallo esportò 287.813 manillas in Guinea tramite il Castello di Elmina - v.si (EN) Chamberlain CC, The Teach Yourself "Guide to Numismatics", English Universities Press, 1963,  p. 92. e (EN) Einzig P, Primitive Money in its ethnological, historical and economic aspects, Londra, Eyre & Spottiswoode, 1949,  p. 155.

### Bibliografiche
1. 1 2 3  (FR) Ṭāliqānī M, Couto D e Bacqué-Grammont JL, كارتوگرافى تاريخى خليج فارس : Actes du colloque organisé les 21 et 22 avril 2004 à Téhéran par l'EPHE, l'université de Téhéran et le Centre de documentation et de recherche d'Iran, Peeters Publishers, 2006,  p. 66, ISBN 978-2-909961-40-8.
2. ↑  (EN) Wilks I, Wangara, Akan, and Portuguese in the Fifteenth and Sixteenth Centuries, in Bakewell (a cura di), Mines of Silver and Gold in the Americas, Aldershot, Variorum, Ashgate Publishing Limited, 1997,  pp. 1-39.
3. ↑  Diffie 1977, p. 316.
4. ↑  Guinote 1999.
5. ↑  (PT) Teixeira da Mota A, Os Regimentos do cosmógrafo-mor de 1559 e 1592 e as origens do ensino náutico em Portugal, in Memorias da Academia das Ciencias de Lisboa, vol. 13, 1969,  pp. 227-91.
6. ↑  (PT) Brito-Rebello JI, Livro de Marinharia, Lisbona, Libanio da Silva, 1903. Riporta i documenti di nomina di Pero Annes (18 febbraio 1503), João de Lisboa in sostituzione di Gonçalo Álvares come "patrão" (11 dicembre 1522) e "piloto-mor" (12 gennaio 1525) e Fernando Affonso come "patrão" (15 novembre 1526)